# 六木
六木（むつぎ）は、東京都足立区の地名。現行行政地名は六木一丁目から四丁目。住居表示実施済み区域である。

## 地理

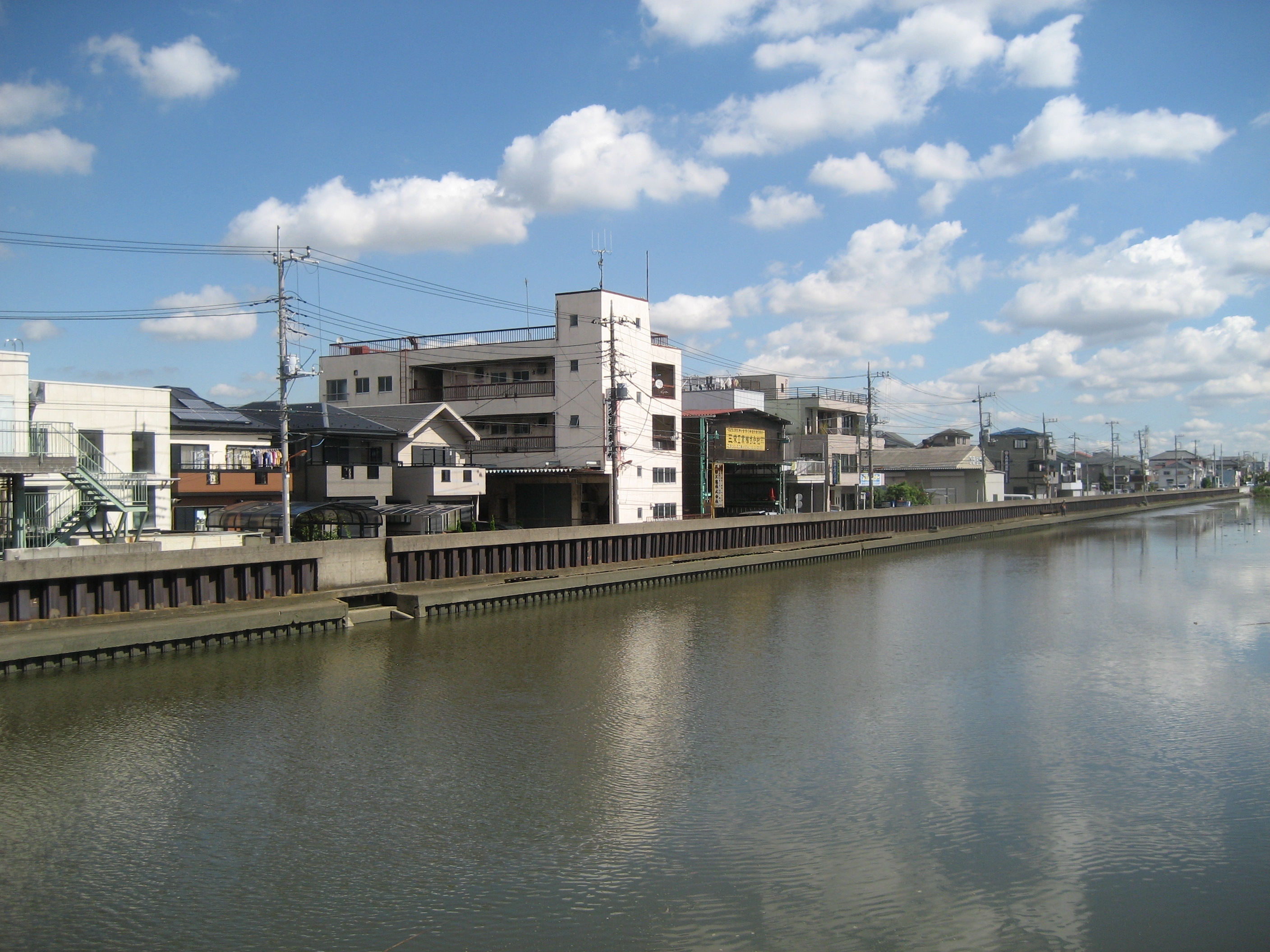
花畑運河北側の六木4丁目付近（一部神明が含まれている。）

足立区東部、埼玉県八潮市と葛飾区との境界に位置する。東京都東部を南北に貫流する一級河川中川の西岸に位置し、中央を中川と綾瀬川を結ぶ花畑運河が東西に流れる。北は垳川を挟んで埼玉県八潮市垳、東は中川を挟んで葛飾区西水元、南は佐野、西は辰沼および神明と隣接する。垳川を伏せ越しして流れてきた葛西用水路が地区中央を南北に貫流する。この二つの河川によって六木の地内は4つに分けられ、それがそのまま各丁目境となっている。

### 地価
住宅地の地価は、2025年（令和7年）1月1日の公示地価によれば、六木3-34-16の地点で25万5000円/m2となっている。

## 歴史
他の足立区内の諸集落と同じように、六木も江戸時代に始まる新田開拓によって拓かれた村であった。『新編武蔵風土記稿』には、正保・元禄年間はこの地を「六ッ木新田」と称していたという記述があるが、実際のところは元禄年間では既に「六ツ木村」と呼ばれていたようである。

### 地名の由来
戦国時代末期の天正年間（1572年 - 1592年）に、天野周防守国忠を筆頭に寺島、矢沢、浜中、加島、武内、天野ら六騎の武士が土着し、この地を開拓したことから、当初は「六騎村」と称していた。しかし、いつの頃からか「六ツ木村」へと転じ、定着したという。なお、かつてはこの地を「六ツ木」と表記していたが、足立区成立以後は「六木」と表記するようになった。

### 年表
- 1889年5月1日 - 東京府南足立郡六ツ木村が周辺の村と合併し、花畑村が成立。花畑村大字六ツ木となる。
- 1932年10月1日 - 南足立郡が東京市足立区となる。六ツ木は六木町とされる。
- 1963年 - 六木町と周辺町との境界が一部変更される。
- 1976年10月1日 - 六木町・佐野町の一部に住居表示が実施され、六木一・二丁目が新設される。同日、六木町の一部に住居表示が実施され、佐野一丁目に編入される。
- 1978年4月1日 - 六木町・神明町の一部に住居表示が実施され、六木三・四丁目が新設される。同日、六木町の一部に住居表示が実施され、神明二丁目に編入される。

## 世帯数と人口
2025年（令和7年）1月1日現在（足立区発表）の世帯数と人口は以下の通りである。
| 丁目       | 世帯数    | 人口    |
| ---------- | --------- | ------- |
| 六木一丁目 | 1,698世帯 | 3,014人 |
| 六木二丁目 | 456世帯   | 1,132人 |
| 六木三丁目 | 1,467世帯 | 3,086人 |
| 六木四丁目 | 750世帯   | 1,628人 |
| 計         | 4,371世帯 | 8,860人 |

### 人口の変遷
国勢調査による人口の推移。
| 年                 | 人口  |
| ------------------ | ----- |
| 1995年（平成7年）  | 8,831 |
| 2000年（平成12年） | 8,198 |
| 2005年（平成17年） | 8,294 |
| 2010年（平成22年） | 9,049 |
| 2015年（平成27年） | 8,888 |
| 2020年（令和2年）  | 9,107 |

### 世帯数の変遷
国勢調査による世帯数の推移。
| 年                 | 世帯数 |
| ------------------ | ------ |
| 1995年（平成7年）  | 3,030  |
| 2000年（平成12年） | 3,007  |
| 2005年（平成17年） | 3,225  |
| 2010年（平成22年） | 3,741  |
| 2015年（平成27年） | 3,726  |
| 2020年（令和2年）  | 3,954  |

## 学区
区立小・中学校に通う場合、学区は以下の通りとなる（2023年4月時点）。なお、足立区では学校選択制度を導入しており、区内全域から選択することが可能。ただし、小学校に関しては、2018年（平成30年）度から学区域または学区域に隣接する学校のみの選択になる。
| 丁目       | 番地                  | 小学校               | 中学校               |
| ---------- | --------------------- | -------------------- | -------------------- |
| 六木一丁目 | 6番23号〜10番         | 足立区立中川北小学校 | 足立区立谷中中学校   |
| 六木一丁目 | 1番〜6番22号 11番以降 | 足立区立中川北小学校 | 足立区立第十三中学校 |
| 六木二丁目 | 全域                  | 足立区立中川北小学校 | 足立区立第十三中学校 |
| 六木三丁目 | 全域                  | 足立区立六木小学校   | 足立区立第十三中学校 |
| 六木四丁目 | 全域                  | 足立区立六木小学校   | 足立区立第十三中学校 |

## 事業所
2021年（令和3年）現在の経済センサス調査による事業所数と従業員数は以下の通りである。
| 丁目       | 事業所数  | 従業員数 |
| ---------- | --------- | -------- |
| 六木一丁目 | 82事業所  | 1,437人  |
| 六木二丁目 | 28事業所  | 221人    |
| 六木三丁目 | 68事業所  | 565人    |
| 六木四丁目 | 65事業所  | 609人    |
| 計         | 243事業所 | 2,832人  |

### 事業者数の変遷
経済センサスによる事業所数の推移。
| 年                 | 事業者数 |
| ------------------ | -------- |
| 2016年（平成28年） | 242      |
| 2021年（令和3年）  | 243      |

### 従業員数の変遷
経済センサスによる従業員数の推移。
| 年                 | 従業員数 |
| ------------------ | -------- |
| 2016年（平成28年） | 2,185    |
| 2021年（令和3年）  | 2,832    |

## 施設
行政
- 六木住区センター

保育・教育
- 足立区立六木保育園
- 足立区立中川北小学校
- 足立区立六木小学校

公園・児童遊園
- 佐野公園
- 六木公園
- 六木中央公園
- 六木第四公園
- 六木水の森公園
- 六木北公園
- 六木四丁目児童遊園

金融機関・郵便局
- 足立成和信用金庫六木支店
- 足立六木郵便局

## 史跡
- 諏訪神社
- 天祖神社
- 大光寺

## その他

### 日本郵便
- 郵便番号 : 121-0052[3]（集配局 : 足立北郵便局[17]）。